# Campeonato Mundial de Ciclismo en Pista de 1986
El LXXXIII Campeonato Mundial de Ciclismo en Pista se celebró en Colorado Springs (Estados Unidos) entre el 6 y el 9 de agosto de 1986 bajo la organización de la Unión Ciclista Internacional (UCI) y la Federación Estadounidense de Ciclismo.
Las competiciones se realizaron en el Velódromo 7-Eleven USOTC de la ciudad estadounidense. En total se disputaron 14 pruebas, 12 masculinas (5 profesionales y 7 amateur) y 2 femeninas.

## Medallistas

### Masculino profesional
| Evento                 | Oro                       | Plata                        | Bronce                     |
| ---------------------- | ------------------------- | ---------------------------- | -------------------------- |
| Velocidad individual   | Koichi Nakano Japón       | Hideyuki Matsui Japón        | Nobuyuki Tawara Japón      |
| Persecución individual | Anthony Doyle Reino Unido | Hans-Henrik Ørsted Dinamarca | Jesper Worre Dinamarca     |
| Carrera por puntos     | Urs Freuler · Suiza       | Michel Vaarten · Bélgica     | Stefano Allocchio · Italia |
| Keirin                 | Michel Vaarten · Bélgica  | Dieter Giebken RFA           | Urs Freuler · Suiza        |
| Medio fondo            | Bruno Vicino · Italia     | Constant Tourné · Bélgica    | Giovanni Renosto · Italia  |

### Masculinoamateur
| Evento                  | Oro                                                                  | Plata                                                        | Bronce                                                                   |
| ----------------------- | -------------------------------------------------------------------- | ------------------------------------------------------------ | ------------------------------------------------------------------------ |
| Velocidad individual    | Michael Hübner RDA                                                   | Lutz Heßlich RDA                                             | Ralf-Guido Kuschy RDA                                                    |
| Persecución individual  | Viacheslav Yekimov URSS                                              | Gintautas Umaras URSS                                        | Dean Woods Australia                                                     |
| Persecución por equipos | Checoslovaquia Pavel Soukup Aleš Trčka Svatopluk Buchta Teodor Černý | RDA Steffen Blochwitz Dirk Meier Bernd Dittert Roland Hennig | URSS Viacheslav Yekimov Alexandr Krasnov Viktor Manakov Gintautas Umaras |
| 1 km contrarreloj       | Maic Malchow RDA                                                     | Martin Vinnicombe Australia                                  | Jens Glücklich RDA                                                       |
| Carrera por puntos      | Dan Frost Dinamarca                                                  | Olaf Ludwig RDA                                              | Leonard Nitz Estados Unidos                                              |
| Medio fondo             | Mario Gentili · Italia                                               | Luigi Bielli · Italia                                        | Roland Königshofer · Austria                                             |
| Tándem                  | Checoslovaquia Vítězslav Vobořil Roman Řehounek                      | Estados Unidos Kit Kyle David Lindsey                        | Italia · Andrea Faccini · Roberto Nicotti                                |

### Femenino
| Evento                 | Oro                      | Plata                        | Bronce                           |
| ---------------------- | ------------------------ | ---------------------------- | -------------------------------- |
| Velocidad individual   | Christa Rothenburger RDA | Erika Salumäe URSS           | Connie Paraskevin Estados Unidos |
| Persecución individual | Jeannie Longo Francia    | Rebecca Twigg Estados Unidos | Barbara Ganz · Suiza             |

## Medallero
| Núm. | País           | Oro | Plata | Bronce | Total |
| ---- | -------------- | --- | ----- | ------ | ----- |
| 1    | RDA            | 3   | 3     | 2      | 8     |
| 2    | Italia         | 2   | 1     | 3      | 6     |
| 3    | Checoslovaquia | 2   | 0     | 0      | 2     |
| 4    | URSS           | 1   | 2     | 1      | 4     |
| 5    | Bélgica        | 1   | 2     | 0      | 3     |
| 6    | Dinamarca      | 1   | 1     | 1      | 3     |
| 6    | Japón          | 1   | 1     | 1      | 3     |
| 8    | Suiza          | 1   | 0     | 2      | 3     |
| 9    | Francia        | 1   | 0     | 0      | 1     |
| 9    | Reino Unido    | 1   | 0     | 0      | 1     |
| 11   | Estados Unidos | 0   | 2     | 2      | 4     |
| 12   | Australia      | 0   | 1     | 1      | 2     |
| 13   | RFA            | 0   | 1     | 0      | 1     |
| 14   | Austria        | 0   | 0     | 1      | 1     |
|      | TOTAL          | 14  | 14    | 14     | 42    |